# Боа д'Амон
Боа д'Амон (фр. Bois-d'Amont) насеље је и општина у источној Француској у региону Франш-Конте, у департману Јура која припада префектури Сен Клод.
По подацима из 2011. године у општини је живело 1669 становника, а густина насељености је износила 138,39 становника/km². Општина се простире на површини од 12,06 km². Налази се на средњој надморској висини од 1050 метара (максималној 1.310 m, а минималној 1.042 m).

## Демографија
| 1962. | 1968. | 1975. | 1982. | 1990. | 1999. | 2011. |
| ----- | ----- | ----- | ----- | ----- | ----- | ----- |
| 1.189 | 1.258 | 1.254 | 1.255 | 1.350 | 1.517 | 1.669 |

График промене броја становника у току последњих година